# Park Narodowy Avon Valley
Park Narodowy Avon Valley – założony w 1970 roku park narodowy na terenie stanu Australia Zachodnia w Australii. Leży około 45 kilometrów na północny wschód od stolicy stanu, Perth. Ma wielkość 4366 ha. Aborygeni z grupy Whadjuk są uznani za tradycyjnych właścicieli parku. Przez park przejeżdża kolej wschodnia, która biegnie od Fremantle do Northam. Przez park przepływa rzeka Avon.